# Relaciones Colombia-Nicaragua
Las relaciones Colombia-Nicaragua hacen referencia a las relaciones exteriores entre Nicaragua y Colombia. La relación entre los dos países ha evolucionado en medio de los conflictos sobre el Archipiélago de San Andrés, Providencia y Santa Catalina (Islas de San Andrés y Providencia), ubicados en el mar Caribe, Costa nicaragüense y los límites marítimos que cubren 150 000   km² que incluyeron las islas de San Andrés, Providencia, Providencia e Isla Catalina de Santa Catalina. Y los bancos de Roncador, Serrana, Serranilla y Quitasueño, así como el 82° meridiano oeste que Colombia reclama como frontera Pero que la Corte Internacional ha tomado partido con Nicaragua en la negativa. El archipiélago ha estado bajo control colombiano desde 1931, cuando se firmó un tratado durante la ocupación estadounidense de Nicaragua, Dando a Colombia el control sobre las islas.
Este archipiélago históricamente ha pertenecido a Colombia, desde los tiempos del Nuevo Reino de Granada (Virreinato de la Nueva Granada, España). Dicho reino se extendía desde Mosquitia hasta  lo que hoy es la frontera de Venezuela y la Guyana.

## Historia

### Guerra en Centroamérica
En 1985, durante la revolución sandinista en Nicaragua, Colombia, encabezado por el presidente Belisario Betancur, formó parte del Grupo de Contadora en Panamá y México. Venezuela. El grupo de apoyo de las Naciones Unidas (ONU) apoyó la promoción de la paz en El Salvador, Nicaragua y Guatemala, que fueron envueltos en conflictos armados internos.

### Archipiélago de San Andrés y disputa marítima

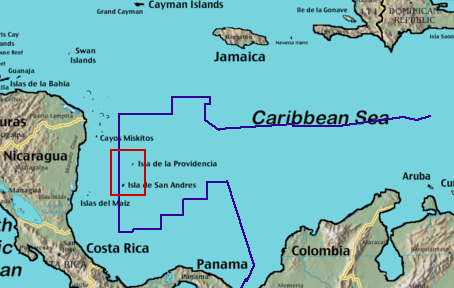
Localización del archipiélago de San Andrés y Providencia.

Colombia consideró que el Tratado Esguerra-Bárcenas firmado entre 1928 y 1930 apoyaba su reivindicación de la soberanía sobre las islas.
Nicaragua consideró nulo el tratado Esguerra-Bárcenas y argumentó que en el momento de su firma, Nicaragua fue invadida por los Estados Unidos. También apeló al Pacto de Bogotá de 1948, en virtud del artículo 31 del cual ambos países acordaron cumplir con la Corte Internacional de Justicia (CIJ). Colombia considera que este pacto no es válido ya que el artículo 6 en el mismo documento especifica que el pacto no se aplicaría a disputas resueltas anteriormente referidas al tratado Esguerra-Bárcenas.

#### Casos de la Corte Internacional de Justicia
El 6 de diciembre de 2001 Nicaragua presentó una denuncia contra Colombia ante la Corte Internacional de Justicia (CIJ) en un intento por resolver la disputa.
El presidente de Nicaragua Daniel Ortega también afirmó que Colombia estaba demasiado lejos de San Andrés para tener soberanía sobre ellos y también acusó a Colombia de ser "imperialista" y "expansionista". El 12 de diciembre de 2007, Ortega también ordenó al ejército nicaragüense estar preparado para el conflicto con Colombia. El gobierno colombiano respondió que esperarían la resolución de la CIJ e iban a ignorar a Ortega.
El 13 de diciembre de 2007, la Corte Internacional de Justicia debía resolverse a las 10 de la mañana. El tribunal concluyó finalmente la larga disputa en favor de Colombia sobre la soberanía sobre el archipiélago de San Andrés, pero también dijo que tenía jurisdicción sobre los otros aspectos de la disputa marítima.
En el 2012, la Corte Internacional de Justicia emitió el fallo entre Colombia y Nicaragua, ratificó la soberanía colombiana de las islas y cayos del archipiélago de San Andrés, Providencia y Santa Catalina y agrandó el espacio marítimo nicaragüense.
En el 2022, la Corte Internacional de Justicia (CIJ) determinó que Colombia “ha violado los derechos soberanos y jurisdicción” en la zona económica exclusiva de Nicaragua.

#### Disputa marítima no resuelta
El periódico colombiano El Espectador dijo que Nicaragua podría ganar territorio de esta manera estableciendo un nuevo juicio para resolver los límites marítimos que no estaban previamente establecidos en ninguno de los acuerdos o Tratados y los bancos Roncador, Quitasueño y Serrana. Con respecto a este Colombia utilizó como frontera el meridiano del meridiano 82° del oeste (82°) mientras que Nicaragua quiere ampliar y ganar el territorio.
El expresidente de Colombia, Álvaro Uribe, y el ministro de Relaciones Exteriores, Fernando Araújo Perdomo, expresaron que Colombia necesita demostrar que los bancos también forman parte de Colombia. El expresidente Uribe dijo que en el momento en que se firmó el tratado Esguerra-Bárcenas no había nada estipulado sobre los bancos porque Colombia los estaba disputando con Estados Unidos para resolver la soberanía sobre estos, pero no porque Nicaragua los reclamara y señaló que Colombia tenía Ya había sido generoso con Nicaragua cediendo a la parte de Mosquitia que ya había sido reclamada por Colombia.

## Las observaciones humanitarias de Ortega
El 14 de diciembre de 2007, el presidente Ortega de Nicaragua suscitó controversia tras hacer comentarios sobre el proceso de intercambio [...] humanitario que el gobierno colombiano y las guerrillas FARC están haciendo para intercambiar rehenes por prisioneros. Ortega opinó sobre la cuestión de llamar a los "hermanos" de las FARC a liberar a la presa política Ingrid Betancourt y dijo que la muerte de Betancourt podría ser usada para culpar a las FARC.
El gobierno colombiano consideró estas observaciones como una intervención en asuntos internos colombianos y emitió una nota de protesta a Nicaragua. El gobierno colombiano no consideró adecuado el "lenguaje familiarizado" utilizado para referirse al jefe de una "organización narcoterrorista".